# Сборная Пакистана по регби
Сборная Пакистана по регби представляет Пакистан в международных матчах по регби-15 высшего уровня. Пакистанский регбийный союз, управляющий делами команды, является членом международной организации IRB. Сборная занимает 94-е место в мировом рейтинге. Пакистан впервые появился в списке 19 марта 2012 года, наряду с Мексикой и Филиппинами.
Пакистан дебютировал на международной арене осенью 2003 года. Тогда сборная крупно уступила Шри-Ланке со счётом 3:75. Первая победа пакистанцев пришлась на сезон 2006 года. Тогда азиаты выиграли у команды Гуама (27:22). Сейчас сборная обладает достаточно слабым балансом побед и поражений. В 17 сыгранных матчах пакистанцы праздновали успех лишь три раза.

## Состав
Состав для выступлений в четвёртом дивизионе Азиатского кубка пяти наций (2013).
| - Бабар Мухаммад - Хаммад Сафдар - Афтаб Куреши - Аммар Шигри - Арсалан Захид - Сайед Зишан Ризви - Азмат Хан Ниази - Рехан Мансур - Шакил Ахмед | - Нану Ниази - Ахджай Хуссейн - Сакиб Мурца - Имад Али Насир - Халид Бхатти - Саад Ариф - Таймур Зия Бутт - Хавар Ашраф | - Арсалан Мир - Али Хан - Умер Усман - Умер Ислам Бутт - Абдуллах Джутт - Гхалиб Джавед - Шахраиз Малик - Манан Насим |

## Результаты
По состоянию на 18 июня 2013 года.
| Соперник  | Матчи | Победы | Поражения | Ничьи | Доля побед |
| --------- | ----- | ------ | --------- | ----- | ---------- |
| Гуам      | 2     | 1      | 1         | 0     | 50 %       |
| Индия     | 4     | 0      | 4         | 0     | 0 %        |
| Индонезия | 3     | 1      | 2         | 0     | 33 %       |
| Иран      | 1     | 0      | 1         | 0     | 0 %        |
| Китай     | 1     | 0      | 1         | 0     | 0 %        |
| Макао     | 1     | 0      | 1         | 0     | 0 %        |
| Малайзия  | 1     | 0      | 1         | 0     | 0 %        |
| Таиланд   | 1     | 0      | 1         | 0     | 0 %        |
| Тайвань   | 1     | 0      | 1         | 0     | 0 %        |
| Филиппины | 1     | 1      | 0         | 0     | 100 %      |
| Шри-Ланка | 1     | 0      | 1         | 0     | 0 %        |
| Всего     | 17    | 3      | 14        | 0     | 18 %       |